# Young Artist Awards 2010
Die Young Artist Awards 2010 wurden von der Young Artist Foundation, einer 1979 gegründeten Non-Profit-Organisation, am 11. April 2010 im Beverly Garland Holiday Inn Hotel in Studio City, Los Angeles vergeben. Es ist die 31. Verleihung der Awards seit der ersten Verleihung im Jahre 1979. Die Auszeichnung wurde in insgesamt 25 Kategorien für herausragende Leistungen von jungen Schauspielern und Schauspielerinnen in den Bereichen Film, Fernsehen und Theater verliehen.

## Preisträger und Nominierte im Bereich Film

### Bester Hauptdarsteller in einem Spielfilm
- Max Records – Wo die wilden Kerle wohnen (Where the Wild Things Are)
  - Jake T. Austin – Das Hundehotel (Hotel for Dogs)
  - Jimmy Bennett – Alabama Moon – Abenteuer Leben (Alabama Moon)
  - Taylor Lautner – New Moon – Bis(s) zur Mittagsstunde (The Twilight Saga: New Moon)
  - Devon Bostick – Simons Geheimnis (Adoration)

### Beste Hauptdarstellerin in einem Spielfilm
- Abigail Breslin – Beim Leben meiner Schwester (My Sister’s Keeper)
  - Emma Roberts – Das Hundehotel (Hotel for Dogs)
  - Jolie Vanier – Das Geheimnis des Regenbogensteins (Shorts)
  - Yara Shahidi – Zuhause ist der Zauber los (Imagine That)
  - Saoirse Ronan – In meinem Himmel (The Lovely Bones)

### Bester Nebendarsteller in einem Spielfilm
- Ty Wood – Das Haus der Dämonen (The Haunting in Connecticut)
  - Brennan Bailey – Beim Leben meiner Schwester (My Sister’s Keeper)
  - Alex Ferris – Die Frau des Zeitreisenden (The Time Traveler’s Wife)
  - Brandon Soo Hoo – G.I. Joe – Geheimauftrag Cobra (G.I. Joe: The Rise of Cobra)
  - William Cuddy – Amelia
  - Chandler Canterbury – Knowing – Die Zukunft endet jetzt (Knowing)
  - Jake Cherry – Nachts im Museum 2 (Night at the Museum: Battle of the Smithsonian)
  - Jae Head – Blind Side – Die große Chance (Blind Side)
  - Chase Ellison – Zurück im Sommer (Fireflies in the Garden)
  - Jason Spevack – Sunshine Cleaning

### Beste Nebendarstellerin in einem Spielfilm
- Sofia Vassilieva – Beim Leben meiner Schwester (My Sister’s Keeper)
- Jessica Carlson – Mitternachtszirkus – Willkommen in der Welt der Vampire (Cirque du Freak: The Vampire’s Assistant)
  - Chloë Moretz – (500) Days of Summer
  - Evanna Lynch – Harry Potter und der Halbblutprinz (Harry Potter and the Half-Blood Prince)
  - Raini Rodriguez – Der Kaufhaus Cop (Paul Blart: Mall Cop)
  - Kiernan Shipka – Carriers

### Beste Besetzung in einem Spielfilm
- Jimmy Bennett, Jake Short, Devon Gearhart, Leo Howard, Jolie Vanier und Trevor Gagnon – Das Geheimnis des Regenbogensteins (Shorts)
  - Megan Parker, Henri Young, Regan Young, Austin Robert Butler und Carter Jenkins – Die Noobs – Klein aber gemein (Aliens in the Attic)

### Beste Darstellung in einem internationalen Spielfilm
- Leonard Proxauf und Leonie Benesch, Deutschland – Das weiße Band – Eine deutsche Kindergeschichte
  - Denis Sukhomlinov, Russland – Shenok (Щенок)
  - Nick Romeo Reimann, Deutschland – Die Vorstadtkrokodile
  - Tom Russell, Australien – Last Ride
  - Fouad Habash und Ibrahim Frege, Israel – Ajami

### Bester Schauspieler in einem Kurzfilm
- Joey Luthman – Save the Skeet
  - Ricardo Hoyos – The Armoire
  - Christopher Casa The Catharsis of Foster Pensky
  - Tristan Price – Liberty Lane
  - Jack Weatherbe – Trolls
  - Michael William Arnold – Weird Al’s Big Brain
  - Dawson Dunbar – Trolls
  - Joseph Castanon – Santa’s Little Helper
  - Nathan Coenen – Tinglewood
  - Ryan Grantham – The Anachronism
  - Brandon Tyler Russell – The Exemption of Hunter Riley
  - Andy Scott Harris – Amory Blaine, Son of Beatrice

### Beste Schauspielerin in einem Kurzfilm
- Madison Leisle – The City of Lights
  - Caitlin EJ Meyer – I Love You Bernie Summersby
  - Megan Mckinnon – The Tricks
  - Victoria Moroles – Innocent Eyes
  - Jolie Vanier – Strange Little Girl
  - Kiernan Shipka – Squeaky Clean
  - Sierra Pitkin – Trolls
  - Savannah McReynolds – The Christmas Valentine

### Beste Darstellung in einem DVD-Film
- Matthew Knight – Gooby
  - Danielle Chuchran – Das Geheimnis des wilden Mustangs (The Wild Stallion)
  - Kelsey Edwards – Minor Details
  - Caitlin EJ Meyer – Minor Details
  - Connor Christopher Levin – Trick ’r Treat
  - Andrew Cottrill – Minor Details
  - Gig Morton – Santa Buddies – Auf der Suche nach Santa Pfote (Santa Buddies)

## Preisträger und Nominierte im Bereich Fernsehen

### Bester Hauptdarsteller in einem Fernsehfilm, Miniserie oder Special
- Joey Pollari – Skyrunners
  - Cainan Wiebe – Beyond Sherwood Forest
  - Brendan Meyer – Christmas in Canaan
  - Jaishon Fisher – Gifted Hands: The Ben Carson Story
  - Jason Dolley – KikeriPete (Hatching Pete)

### Beste Haupt- oder Nebendarstellerin in einem Fernsehfilm, Miniserie oder Special
- Tori Barban – The Christmas Hope
  - Selena Gomez – Prinzessinnen Schutzprogramm (Princess Protection Program)
  - Patricia Raven – Dear Harvard
  - Demi Lovato – Prinzessinnen Schutzprogramm (Princess Protection Program)

### Bester Nebendarsteller in einem Fernsehfilm, Miniserie oder Special
- Alex Ferris – Wake Up! – Lebe deinen Traum (Living Out Loud)
  - Gig Morton – Angel and the Badman
  - Dante Brown – America
  - Patrick Casa – Amazing Stories-The Michael Jackson Story
  - Matthew Knight – The Good Witch’s Garden

### Bester Hauptdarsteller in einer Fernsehserie (Comedy oder Drama)
- Calum Worthy – Stormworld
  - Jamie Johnston – Degrassi: The Next Generation
  - Andrew Jenkins – Stormworld
  - Jake T. Austin – Die Zauberer vom Waverly Place
  - Austin Robert Butler – Ruby & The Rockits
  - Nat Wolff – The Naked Brothers Band

### Beste Hauptdarstellerin in einer Fernsehserie (Comedy oder Drama)
- Ryan Newman – Zeke und Luther (Zeke and Luther)
  - Valentina Barron – Stormworld
  - Cassandra Sawtell – Harper’s Island
  - Miley Cyrus – Hannah Montana
  - Miranda Cosgrove – iCarly

### Bester Nebendarsteller in einer Fernsehserie (Comedy oder Drama)
- Ryan Malgarini – Gary Unmarried
  - Nathan Kress – iCarly
  - Kurt Doss – Ruby & The Rockits
  - Skyler Gisondo – The Bill Engvall Show
  - Vinicius Ricci – 9MM Sao Paulo
  - Trevor Gagnon – The New Adventures of Old Christine

### Beste Nebendarstellerin in einer Fernsehserie (Comedy oder Drama)
- Kathryn Newton – Gary Unmarried
  - Joey King – Anatomy of Hope
  - Allisyn Ashley Arm – Sonny Munroe (Sonny with a Chance)
  - Meaghan Jette Martin – 10 Dinge, die ich an dir hasse (10 Things I Hate About You)
  - Aislinn Paul – Degrassi: The Next Generation

### Bester Gastdarsteller in einer Fernsehserie – 14 Jahre oder älter
- Nate Hartley – Hannah Montana
  - Calum Worthy – Flashpoint – Das Spezialkommando (Flashpoint)
  - Hunter Gomez – Ghost Whisperer – Stimmen aus dem Jenseits (Ghost Whisperer)
  - Colby Paul – The Mentalist
  - Jack Knight – Heartland – Paradies für Pferde (Heartland)
  - Jahmil French – Flashpoint – Das Spezialkommando (Flashpoint)
  - Brendan Meyer – The Assistants
  - Nick Nervies – Monk

### Bester Gastdarsteller in einer Fernsehserie – 13 Jahre oder jünger
- Billy Unger – Mental
  - Austin MacDonald – Rick Mercer Report
  - Cainan Wiebe – Supernatural
  - David Gore – Lie to Me
  - Sterling Beaumon – The Cleaner
  - Joey Luthman – iCarly
  - Aaron Refvem – Sons of Anarchy
  - Andy Scott Harris – Dr. House (House)
  - Scotty Noyd Jr. – CSI: Miami
  - Benjamin Stockham – Criminal Minds
  - Ryan Casa – Die Kolonie – Überleben in einer zerstörten Welt (The Colony)

### Beste Gastdarstellerin in einer Fernsehserie
- Emily Evan Rae – Private Practice
  - Erin Sanders – Mad Men
  - Danielle Chuchran – Emergency Room – Die Notaufnahme (ER)
  - Stefanie Scott – The New Adventures of Old Christine
  - Jordan Van Vranken – Criminal Minds
  - Savannah Lathem – Lost
  - Dalila Bela – Supernatural
  - Mary Charles Jones – Grey’s Anatomy
  - Bella Thorne – Mental
  - Laytrel McMullen – Degrassi: The Next Generation

### Bester wiederkehrende Schauspieler in einer Fernsehserie – 14 Jahre oder älter
- Mick Hazen – Jung und Leidenschaftlich – Wie das Leben so spielt (As the World Turns)
  - Devon Bostick – Being Erica – Alles auf Anfang (Being Erica)
  - Nate Hartley – Zeke und Luther (Zeke and Luther)
  - A. J. Saudin – Degrassi: The Next Generation
  - Brock Ciarlelli – The Middle
  - Daniel J. Gordon – Da Kink in My Hair
  - Eli Goree – Soul

### Bester wiederkehrende Schauspieler in einer Fernsehserie – 13 Jahre oder jünger
- Colin Ford – Supernatural
  - Austin Williams – Liebe, Lüge, Leidenschaft (One Life to Live)
  - Aaron Refvem – General Hospital
  - Alex Cardillo – Durham County – Im Rausch der Gewalt (Durham County)
  - Connor Stanhope – Smallville
  - Preston Bailey – Dexter
  - Riley Thomas Stewart – 90210
  - Sterling Beaumon – Lost

### Beste wiederkehrende Schauspielerin in einer Fernsehserie
- Haley Pullos – General Hospital
  - Christina Robinson – Dexter
  - Madison Leisle – Ghost Whisperer – Stimmen aus dem Jenseits (Ghost Whisperer)
  - Eden Sher – The Middle
  - Makenzie Vega – Good Wife (The Good Wife)

### Herausragende Besetzung in einer Fernsehserie
- Rico Rodriguez, Nolan Gould und Ariel Winter – Modern Family
  - Miranda Cosgrove, Nathan Kress, Jennette McCurdy, Noah Munck – iCarly
  - Calum Worthy, Andrew Jenkins, Valentina Barron – Stormworld

## Preisträger und Nominierte im Bereich Synchronisation und Theater

### Beste Synchronsprecher
- Jordan Nagai – Oben (Up)
  - Freddie Highmore – Astro Boy
  - Cainan Wiebe – Dinosaur Train
  - Shemar Charles – Wibbly Pig
  - Dakota Fanning – Coraline
  - Joey King – Ice Age 3: Die Dinosaurier sind los (Ice Age: Dawn of the Dinosaurs)

### Beste Darstellung in einem Theaterstück
- Sterling Beaumon – Big: The Musical
  - Jolie Vanier – Oliver!
  - Alex Scolari – Big: The Musical
  - Major Curda – The Little Mermaid
  - Lauren Delfs – Blackbird
  - Kayley Stallings – Wie der Grinch Weihnachten gestohlen hat (How The Grinch Stole Christmas!)